# 虐殺器官
《虐殺器官》（日语：虐殺器官）是日本的长篇SF小说，科幻作家伊藤計劃的出道作品。2006年第7届小松左京奖的最终候选作品。于2007年发表。獲得《ベストSF2007》国内篇第1名。《ゼロ年代SFベスト》国内篇第1名。2010年由Hayakawa文库發行文库版。
作为富士电视台noitaminA 《Project Itoh》电影动画化企划的一环，与《和谐》、《屍者的帝國》一起被改编成剧场版动画。

## 劇情簡介
由于萨拉热窝发生的核炸弹恐怖事件，世界上战争和恐怖袭击激化，以美国为首的发达国家构筑了严格的个人資訊管理体制，以对抗恐怖威胁。十几年后，发达国家的恐怖威胁被消除，而在最不发达国家中，由于内战和民族矛盾，屠杀横行。关注事态的美国新设立了情报军，进行了各国的情报收集和对战争人士的暗杀。
美国情报军所属的克拉维斯·谢泼德上尉，被命令暗杀在不发达国家煽动屠杀的美国人约翰·保罗，与搭档威廉斯等，组成特殊搜索群i分派队。暗杀失败后，根据约翰·保罗的目击資訊潜入布拉格。克拉维斯·谢泼德被命令监视与约翰·保罗有过交往的露西亞·斯科羅普，却逐渐对她有了好感。有一天，谢泼德被露西亞邀请到一間酒吧，在那里遇到从政府的資訊管理脱离了生活的盧西斯。归途中，谢泼德被与约翰·保罗合作的盧西斯等“未被記數之人”袭击並拘留。被拘留的谢泼德与约翰·保罗见面，他说“人类有掌管屠杀的器官，存在着使器官活性化的『虐杀文法』。”被揭露监视露西亞的谢泼德即将被杀害，但由威廉斯等特殊搜索群i分派队的奇袭成功脱逃，约翰·保罗和露西亞也失踪了。
在布拉格遭遇后，在因核战争而荒废的印度进行屠杀的武装势力“印度共和国暂定陆军”的美国情报军再次命令谢泼德等人出击，潜入“希特迪亚共和国暂定陆军”的根据地的谢泼德等人成功完成约翰·保罗的拘留，并打算回到美国，但在向约翰·保罗透露資訊的参议院内总务的派遣部队进行护送被车袭击，利兰等多數队员牺牲，约翰·保罗再次逃脫。
由于与情报军的交易，在院内总务退出政界后，获得了非洲的“维多利亚湖沿岸产业者联盟”政府邀请，约翰·保罗的消息，美国情报部門发出了对约翰·保罗的暗杀指令。谢泼德为了见路易斯，潜入了“维多利亚湖沿岸产业者联盟”领内，卻受到他們軍隊攻击導致特殊搜索群i分派队失散，谢泼德只身前往约翰·保罗居住的宅邸，与他再会。于是约翰·保罗对谢泼德坦白“个人資訊管理对消灭恐怖事件没有任何意义”，“为了保护美国，在后进国活用『虐杀文法』引起内战，不要对美国产生憎恶”传达了真意。听了约翰·保罗真意的露西亞認為應該把約翰帶回美國審判，所有的人都應該知道他的罪行及選擇了自由應該背負的責任。约翰·保罗决定投降。但是，威廉斯出现在那里，射杀露西亞，并认为不应该失去由个人資訊管理所获得的“和平”，企图强行执行约翰·保罗的暗杀。谢泼德炸死威廉斯，与约翰·保罗一起逃出了宅邸，到达了汇合地点的坦桑尼亚国境，之后约翰·保罗被射杀，作战结束。
3个月后，由于情报军进行的暗杀作战，谢泼德和情报军相关人员被传唤到國會的公听会。在听证会上，谢泼德使用约翰·保罗的『虐杀文法』，激化英语圈的“虐殺器官”，引起以美国为中心的内战以及“大浩劫”的開端。

## 登場人物
- 克拉維斯·謝潑德（聲優：中村悠一）
  - 美國特種部隊情報軍特殊搜索群i分隊上尉，也是位無神論者。具有相當的文學和哲學造詣，長期執行美軍在海外的反恐戰爭。在一次任務中偶然接觸到“虐殺文法”的傳聞，由此展開了對事件相關者約翰·保羅的調查。

- 約翰·保羅（聲優：櫻井孝宏）
  - 一位在世界各地引發大規模屠殺事件的美國前語言學家，曾作為美國政府的戰略顧問輾轉與各國從事經貿活動。因其所到之處皆有屠殺發生而被美國政府通緝，本人也就此神秘消失。

- 露西亞·斯科羅普（聲優：小林沙苗）
  - 捷克人，約翰·保羅的前學生和情人，現居布拉格的捷克語教師。謝潑德等人前往布拉格時便以向她學習捷克語為名探尋約翰·保羅的蹤跡。

## 出版書籍
單行本
- 2007年6月25日發售、ISBN 978-4-15-208831-4

文庫版
- 2010年2月12日發售、ISBN 978-4-15-030984-8

新裝版
- 2014年8月8日發售、ISBN 978-4-15-031165-0

中文版
- 簡体中文版—2014年11月，99読書人/上海文艺出版社发行

- 繁體中文版—2015年7月23日、ISBN 978-986-331-755-5（台灣東販）

## 動畫電影
当初预定于2015年10月上映，但同年7月，因“追求表现方法”，推迟了一个月，延期到11月，并且同年10月为了“重新评估制作体制”，再次延期。这个时期，多次公开日被延期的原因乃是最初制作了本作的manglobe公司的经营危机（manglobe于同年9月29日申请破产之后，公司解散）。
之后，作为首席制作人山本幸治在新设立的Geno Studio中继承了制作，约1年后的2016年11月，发表了2017年2月公开的消息。Geno Studio同时制作的电视动画作品为《刻刻》。

### 配音
- 克拉維斯·謝潑德-中村悠一
- 威廉斯-三上哲
- 亚历克斯-梶裕贵
- 利兰-石川界人
- 院内总务-土师孝也
- 罗萨斯-桐本拓哉
- 洛克威尔-大冢明夫
- 约翰·保罗-樱井孝宏

### 製作人員
- 原作 - 伊藤計劃（Hayakawa文庫JA）
- 監督、脚本、人物設計、分鏡 - 村瀨修功
- 人物原案 - redjuice
- 人物設計協力 - 恩田尚之、寺岡巌、佐山善則、小森秀人、松竹徳幸、竹田逸子、湯川敦之、金世俊、羽田浩二、川村敏江、Cindy H.Yamauchi、山田正樹
- 設計工作 - 山根公利、臼井伸二、神宮司訓之
- 道具設計 - 山田正樹、金世俊、高柳久美子、新妻大輔
- 美術監督 - 田村せいき
- 撮影監督 - 山田和弘、中西康祐
- 色彩設計 - 茂木孝浩
- CG指導 - 増尾隆幸
- 配音演出 - 長崎行男
- 編輯 - 長坂智樹
- 音樂 - 池賴廣
- 音樂製作人 - 佐野弘明
- 主要製作人 - 山本幸治
- 動畫製作人 - 大高健生
- 動畫製作 - Manglobe→Geno Studio
- 制作 - Project Itoh

### 主題曲
〈リローデッド〉
歌 - EGOIST

## 漫画版
月刊Newtype創刊30周年紀念企劃而確定漫畫化，於《月刊Newtype》（KADOKAWA）2015年5月号開始連載，後移至漫畫網站《WebNewtype》内的《Comic Newtype》連載至2017年9月22日結束。連載前同年3月10日發售的《月刊Newtype》2015年4月号先行公開主要人物的插畫。作画由麻生我等負責。單行本全3卷。
| 集數 | KADOKAWA       | KADOKAWA               | 台灣東販      | 台灣東販               |
| 集數 | 發售日期       | ISBN                   | 發售日期      | ISBN                   |
| ---- | -------------- | ---------------------- | ------------- | ---------------------- |
| 1    | 2016年3月26日  | ISBN 978-4-04-104067-6 | 2017年8月14日 | ISBN 978-986-475-422-9 |
| 2    | 2017年1月26日  | ISBN 978-4-04-105222-8 | 2018年3月20日 | ISBN 978-986-475-633-9 |
| 3    | 2017年12月25日 | ISBN 978-4-04-106384-2 | 2019年2月23日 | ISBN 978-986-475-930-9 |

## 外部連結
- 伊藤計劃 Project Itoh （页面存档备份，存于）
- Project-Itoh 公式的X（前Twitter）
- Project Itoh的Facebook專頁